# Ba (faraon)
Ba ali Hor Ba je Horovo ime staroegipčanskega kralja, ki je morda vladal na koncu Prve dinastije, v drugem delu Druge dinastije ali med Tretjo dinastijo. Dolžina vladanja in časovna umestitev njegove vladavine nista znani.

## Ime
Edini zanesljiv vir z imenom kralja Baja so fragmenti zelenega skrilavca, odkriti v podzemni galeriji Džoserjeve stopničaste piramide v Sakari in mastabi visokega državnega uradnika  Ny-Ankh-Baja iz obdobja Šeste dinastije.

## Identiteta
O kralju Baju je zelo malo znanega. Nekaj arheoloških najdb kaže, da je obstajal, kaj več pa ne povedo.
Leta 1899 je znanstvenik Alessandro Ricci objavil risbo sereka  z eno samo nogo (Gardinerjev hieoglif D58) v njem. Po Ricciju  je bil odkrit na skalnem napisu v Wadi Magharehu na Sinaju. Egiptologa Jaroslav Černý in Michel Baude sta ugotovila, da Ricci omenja skalni napis kralja Sanakta iz Tretje dinastije. Riccijeva interpretacija imena je bila torej napačna.
Černý in Peter Kaplony domnevata, da bi kralj Ba lahko bil istoveten s podobno slabo dokumentiranim kraljem Horom Ptičem. Slednji je svoje ime pisal s ptičem, podobnim gosi. Ker je podoba ptiča brez umetniških podrobnosti, je njegova identifikacija nemogoča. Egiptologi se še vedno prerekajo, kako ga prebrati in kaj pomeni. Černý in Kaplony menita, da se imeni obeh kraljev transkribirata kot Ba. Če je to res, bi Hor Ba in Hor Ptič lahko bila ista zgodovinska oseba. Njuna trditev ni splošno sprejeta.
V nasprotju z njima nekateri egiptologi, med njimi Nabil Swelim, domnevajo, da je bil Hor Ba neposredni naslednik kralja Ninečerja iz Druge dinastije. Swelim omenja zapis imena kralja Ninečerja na Abiškem seznamu kraljev, ki se začenja z enakim hieroglifom (oven, Gardinerjev znak E11) kot Hor Bajevo Horovo ime. Swelim je zato prepričan, da je bilo Bajevo Horovo ime pomotoma  zamenjano z Ninečerjevim rojstnim imenom.
Mesto Bajevega pokopa ni znano.

## zunanja povezava
- Francesco Raffaele: Horus SNEFERKA - Horus Bird - Horus SEKHET (?) - Horus BA